# Verwaltung von Niederländisch-Indien

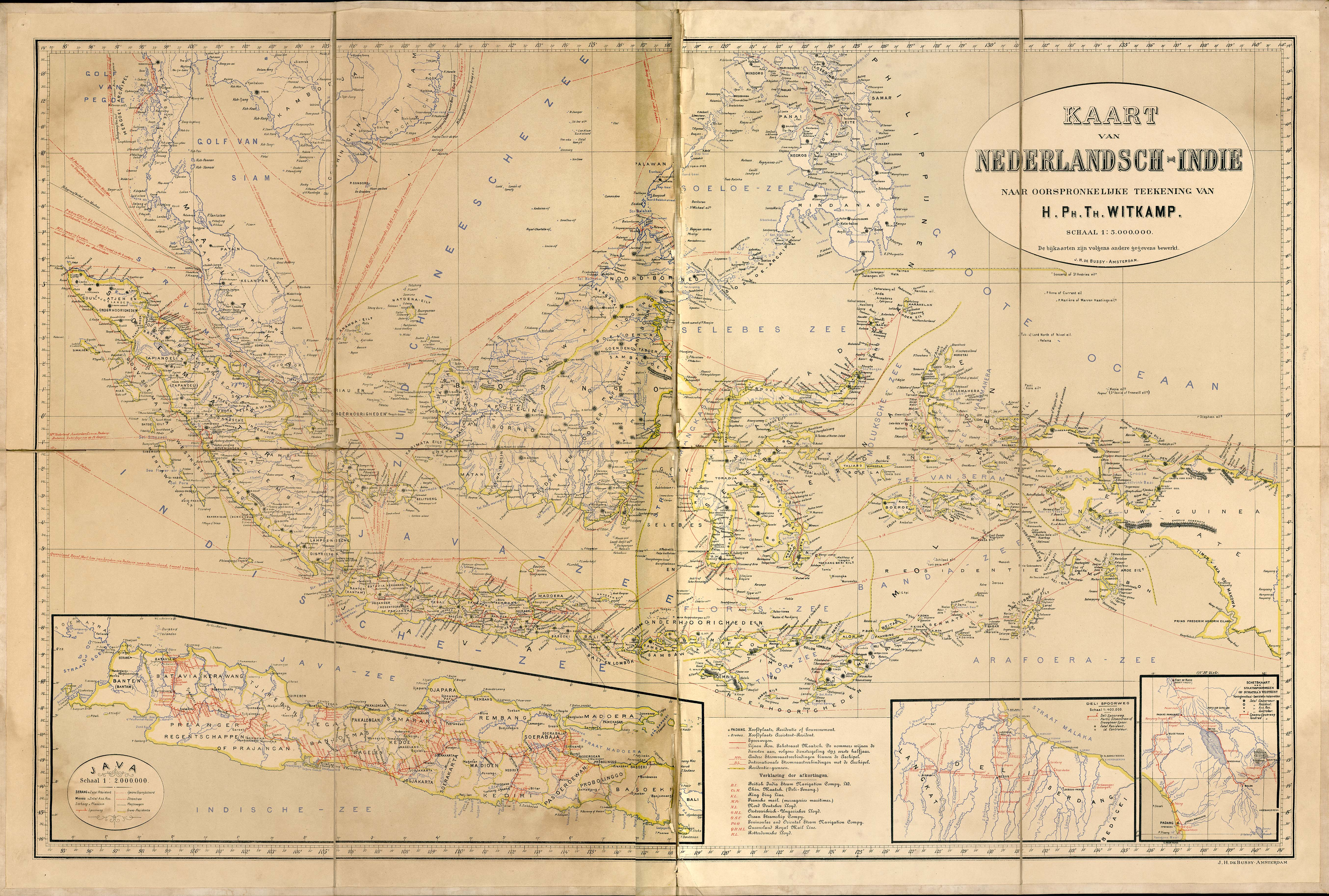
Karte von Niederländisch-Indien, 1893

Zur Verwaltung von Niederländisch-Indien werden die administrativen Strukturen dieser inselindischen Kolonie in der Zeit zwischen dem Ende der britischen Besatzung 1816 und der japanischen Eroberung 1941/1942 erläutert. Innerhalb der Kolonie wurde unterschieden zwischen dem Kernbereich, der im Wesentlichen die bevölkerungsreichste Insel Java mit Madura umfasste und den „äußeren Besitzungen“.
Es wurde eine teilweise kommunalistische Politik betrieben, die verschiedene Ethnien unterschied und ihnen dementsprechend ihren Platz in der Gesellschaft zuwies. So wurden chinesische Kulis und Javaner auch auf den äußeren Inseln als Plantagenarbeiter geschätzt. Chinesen und Araber, letztere vielfach Emigranten aus dem Sultanat von Shihr und Mukalla bildeten eine Händlerklasse. Ambonesen galten als besonders kriegerisch, sie sollten daher mindestens ein Drittel bis zur Hälfte der einfachen Soldaten stellen. Europäer und ihnen gleichgestellte (Japaner und nicht-eingeborene Christen) stellten die wirtschaftlich dominierende Oberschicht, als Kaufleute und Pflanzer wirkten auch zahlreiche Deutsche. Eine wirklich effektive militärische Kontrolle des gesamten inselindischen Gebiets wurde erst um 1900 erreicht, wenn auch die anderen Mächte die Region in ihrer Gesamtheit als niederländische Einflusssphären betrachteten. Die paternalistische „ethische Politik“ gegenüber den Eingeborenen wurde während der Amtszeit des Kolonialministers T. A. J. van Asch van Wijck (1901–1902) Programm.
| Hinweis: Beschrieben werden im Wesentlichen die Zustände zur Zeit der höchsten Entwicklung des Imperialismus nach Ende des Ersten Weltkriegs. Die Ortsnamensschreibung folgt der zur Kolonialzeit üblichen. |

## Im Mutterland
Die Verantwortlichkeit (opperbestuur) für die Kolonien lag seit 1816 bei der niederländischen Krone, die nach dem Erlass der Verfassung der Niederlande (grondwet) von 1848 von den Generalstaaten und dem ihnen verantwortlichen Kolonialminister ausgeübt wurde. Die Kolonialminister wurden häufig ausgetauscht. Von 1842 bis 1897 gab es 36 Amtsinhaber, davon allein 14 von 1877 bis 1897.
Nach 1840 war es politisches Ziel, die Armut im Mutterland durch Industrialisierung zu bekämpfen. Kolonien hatten als Rohstofflieferanten zu dienen und sich zu rentieren. Nach Verkündung des Haushaltsgesetzes (Indische comptabiliteitswet) kontrollierte man das koloniale Budget und hatte gesetzgeberische Kompetenz, die zum Beispiel in den Fällen der Öffnung der Häfen der Molukken (1860), der Abschaffung der Sklaverei und der Einführung einer kommunalen Selbstverwaltung (1903) ausgeübt wurde. Gewisse Maßnahmen (Einteilung in Provinzen, Ernennung hoher Beamter) waren der Krone, das heißt dem Kolonialminister vorbehalten, die in Form von Dekreten (koninklijk besluit) oder Weisungen (algemeene maatregel van bestuur) ergingen. Wesentliche Änderungen innerhalb der Verwaltung bedurften der Zustimmung des Souveräns und wurden in der Form eines „königlichen Dekrets“ verkündet.
Dieses Recht der Krone in die inneren Angelegenheiten der Kolonien einzugreifen wurde in der niederländischen Verfassung von 1922 eingeschränkt. Ein neues Gesetz über die Staatsverwaltung von Niederländisch-Indien (Indische staatsregeling) erging am 23. Juni 1925. Danach wurde von den Generalstaaten eine Stellungnahme des Volksrats (Volksraad) eingeholt, bevor ein Gesetz erging, das die inneren Angelegenheiten der Kolonie betraf.

## Zentralgewalt
Die Krone, repräsentiert im Kolonialminister, ernannte den Generalgouverneur, die obersten Richter, die Mitglieder des indischen Rats, die Offiziere im Generalsrang usw.

### Generalgouverneur
Der Generalgouverneur, mit Amtssitz in Buitenzorg, hatte weitreichende Vollmachten und sowohl exekutive als auch legislative Befugnisse. Er wurde auf Vorschlag des Ministerrats von der Krone auf unbestimmte Zeit ernannt, es war jedoch üblich, dass er nach fünf Jahren seinen Rücktritt einreichte. Er musste ein überdreißigjähriger Niederländer sein und durfte keine geschäftlichen Interessen in der Kolonie haben. Er unterlag nur den Weisungen der Krone. Er konnte Verordnungen (ordonnanties, verkündet im Staatsblad und Javasche Courant) erlassen, in Zeiten des Notstands auch solche, deren Entscheidung der Krone oder dem Parlament vorbehalten waren. Er war nomineller Oberbefehlshaber und konnte über Krieg und Frieden mit eingeborenen Fürsten entscheiden. Ihm oblag die Ernennung höherer Beamter, er übersah die Departements, ihm direkt unterstand das mächtige Sekretariat (algemeene Sekretarie) unter einem Generalsekretär, das auch Personalfragen übersah.

### Beratende Legislativorgane

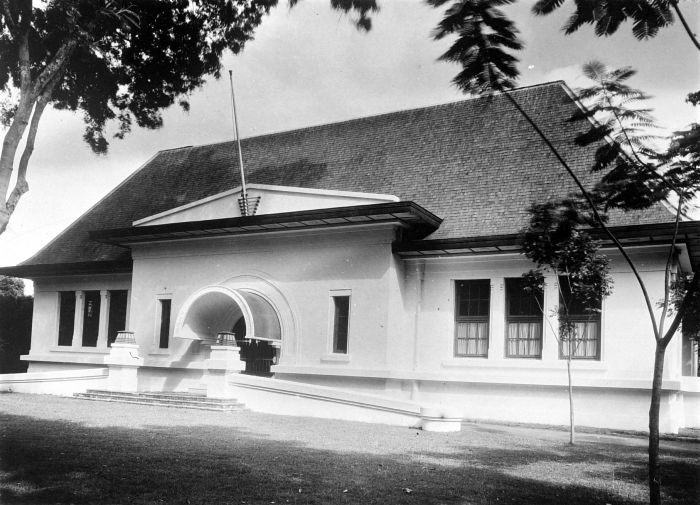
Amtssitz des Raad van Indië.

Der Rat von Indien (Raad van Indië) war ursprünglich ein Gegengewicht zum Gouverneur. Nach Differenzen mit Gouverneur van den Bosch und endgültig in der Verfassung 1854 wurde er auf eine beratende Funktion beschränkt. Die Ernennung der vier (plus einem Vizepräsidenten), ab 1929 sechs (davon zwei Eingeborene und ein Jurist), Mitglieder erfolgte auf Vorschlag des Generalgouverneurs, der ex officio auch Vorsitzender war aber an den Beratungen selten teilnahm, durch den Kolonialminister. Sollte der Gouverneur den Vorschläge des Rats nicht folgen wollen, wurde im Kolonialministerium entschieden, der Gouverneur konnte jedoch zwischenzeitlich eigenverantwortlich handeln. Nur im Falle der Ausweisung oder Verbannung von Europäern war er an die Ratschlüsse gebunden. Das Kollegium tagte, im Gegensatz zum Volksrat, normalerweise in camera.

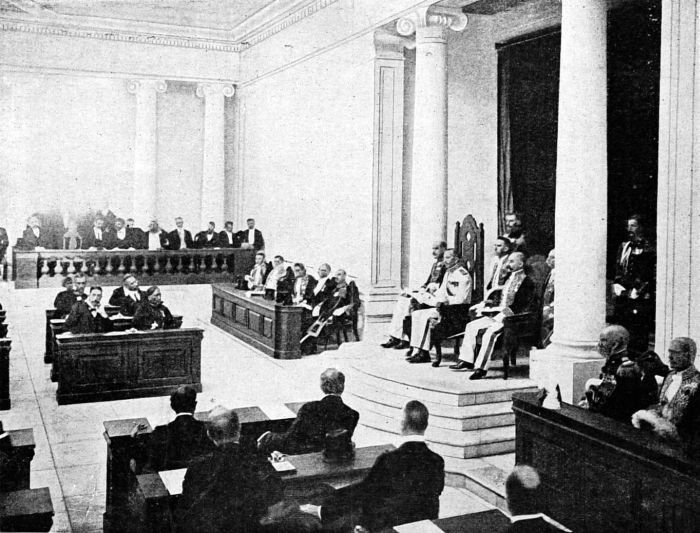
Eröffnung des Volksraads durch Generalgouverneur van Limburg Stirum (18. Mai 1918)

Als weiteres beratendes Organ wurde 1916 der Volksraad, der erstmals im Mai 1918 tagte, geschaffen. In der ersten Phase bis 1921 hatte er 38 Mitglieder (23 Europäer, davon 9 gewählte, 14 vom Gouverneur ernannte; von den 15 Eingeborenen waren 10 indirekt gewählt). Die Kompetenzen wurden durch Gesetz 1925 (in Kraft 1927) um Mitspracherechte beim Haushalt und Militär etwas erweitert, jedoch konnte der Generalgouverneur weiterhin die Beschlüsse eigenverantwortlich übergehen. Von 1931 bis 1942 gab es 25 Europäer (10 ernannt), 30 Indonesier (10 ernannt; 20 gewählt, wahlberechtigt waren 1939 2239 Eingeborene) und fünf Vertreter der „Ausländer“ (vreemde oosterlingen d. h. meist ethnische Chinesen), von denen drei indirekt gewählt und zwei ernannt waren. Die Vollversammlung berief seit 1927 aus ihrer Mitte eine zwanzigköpfiges College van gedelegeerden, dessen Mitglieder fest besoldet wurden und die zwischen den Sitzungen das Tagesgeschäft besorgten. Insofern Beamte im Volksrat saßen hatten sie – anders als die official members in Britisch-Indien – das Recht sich gegen Regierungsmaßnahmen auszusprechen. Von diesem Recht wurde rege Gebrauch gemacht. Die Abgeordneten hatten strafrechtliche Immunität. Regierungsbeauftragte (gemachtigden), die an den – üblicherweise öffentlichen – Sitzungen teilnahmen, verteidigten die Vorlagen des Gouverneurs.

### Exekutive
Die Finanzen kontrollierte nach 1816 ein Generaldirektor, mit zwei Stellvertretern, von denen der eine für Staatsdomänen und -besitz, der andere für Waren und Handel zuständig war. 1832 kam dazu ein Direktor für Anbau und 1854 ein weiterer für öffentliche Bauten. Im Jahr 1855 wurde der Posten des Generaldirektors abgeschafft und die fünf Direktorate zu eigenständigen Departements, zu denen 1871 noch ein weiteres für Justiz und 1905 eines für Landwirtschaft, kam.
| Departement | Budget 1870 | Budget 1900 |
| --- | ----------- | ----------- |
| Inländische Verwaltung, für: Provinzverwaltung, Polizei und Gendarmerie, Zwangsarbeit, Landrente (Grundsteuer) in Java und Madura (sowie entsprechender Steuern im Außenbereich), Landvermessung, private Landwirtschaft, Kreditwesen, Chinesenfragen (seit 1908) u. ä.                                                                 | 40445       | 29558       |
| Schulwesen und religiöse Stätten, für: Schulwesen (getrennt nach Ethnien), christliche und muslimische öffentliche religiöse Stätten, Stiftungen, öffentliches Gesundheitswesen, ethnologische Forschung, Lotterien. | 6919        | 16625       |
| Öffentliche Bauten, wie Brücken, Leuchttürme, Bewässerungskanäle usw. | 7318        | 21889       |
| Finanzen für: die Steuererhebung (außer der Landrente), Verwaltung der an Steuerpächter vergebenen Bereiche (Steuern auf: chinesische Spielhöllen, Vogelnester, Mautbrücken, Schlachthäuser, Pfeffer usw.), Monopolverwaltung (Opium, Salz), Abgaben auf Alkohol.                                                                       | 4345        | 12824       |
| Justiz, Ernennung von Richtern, Bestallung von Notaren, Anwälten, Dolmetschern usw. Kontrolle von Ausländern, Einbürgerung (auch die Gleichstellung von „zivilisierten“ Eingeborenen oder Chinesen mit Europäern), Auslieferung, Kriminalstatistik und Kontrolle von Verordnungen oder Satzungen, die auf Provinzebene erlassen wurden. | 3121        | 5330        |
| Heer, unter einem General-Leutnant, gegliedert in: Allgemeines, Infanterie, Artillerie, Pioniere, Sanitäter, Generalstab, Topographie, Kavallerie. | 18320       | 25254       |
| Marine unter dem commandant der zeemacht. | 5179        | 4574        |
| Generalsekretariat koordinierte die Arbeit der stark zentralisierten Verwaltung. | 749         | 1108        |
| Summe | 86420       | 117162      |

Das aus der „inländischen Verwaltung“ ausgegliederte Departement Landwirtschaft, Industrie und Handel, wurde 1905 zuständig für Landwirtschaft der Eingeborenen, staatliche Plantagen, Kaffeemonopol (bis 1915), landwirtschaftliche Fachschulen, Museen, botanische und zoologische Einrichtungen. Die Abteilung Industrie und Handel übersah die Handelskammern, Patentrecht, Konsuln, Messen usw.
Die Verwaltung der Staatsbetriebe, war zuständig für: Post, Telegraph, Telephon; staatliche Eisen- und Trambahnen sowie Kontrolle derartiger privater Unternehmen.
Auch nach der Verfassungsänderung von 1925 war das Kollegium der Minister kein Kabinett; zwar hatten die Direktoren auf Verlangen vor dem Volksrat Stellung zu nehmen, jedoch blieb der Generalgouverneur allein verantwortlich.

#### Kolonialbeamte
Bereits 1825 schrieb ein Dekret vor, dass niemand als Kolonialbeamter dienen dürfe, der nicht einen entsprechenden Ausbildungsnachweis erbracht hatte. Ab 1842 war ein entsprechender Kurs an der königlichen Akademie von Delft vorgeschrieben, in dem Malaiisch, Javanisch, islamisches Recht usw. gelehrt wurde. Die Zahl der Absolventen reichte jedoch nicht alle Stellen zu besetzen. Das Dekret vom 10. September 1864 regelte die Ausbildung neu. Nun musste die „große Anwärter-Prüfung“ (Groot-ambtenaars-examen), die beliebig oft wiederholt werden konnte, bestanden werden. In den mehrjährigen Vorbereitungskursen, die in Batavia (am Willem III.-Gymnasium), Leiden (1864–91, Fachschule) und Delft (Indische Instelling 1864–1900, städtisch) gehalten wurden, lernte man außer Malaiisch und Javanisch eine dritte Sprache, dazu Geographie, Ethnologie und Verwaltungslehre der Kolonie. Das Kolonialministerium gab vor der Prüfung bekannt, wie viele freie Stellen zu besetzen waren. Ab 1893 wurde nach verschiedenen Laufbahnen unterschieden. Für Stellungen mit Gehältern bis 150 fl. reichte der Abschluss einer höheren Schule. Juristen mit nachgewiesenen Kenntnissen islamischen Rechts mussten seit 1876 nicht mehr an der Prüfung teilnehmen. Nach der Jahrhundertwende wurde das System dahingehend reformiert, dass nach einer Eingangsprüfung, zu der bevorzugt Kandidaten mit Universitätsabschluss zugelassen wurden, ein einjähriger Vorbereitungskurs folgte. Im Vergleich zu ihren britischen Kollegen in Indien bezogen die Beamten zwei- bis dreimal höhere Gehälter.

## Staatsfinanzen
Zunächst wurde das schon zu Zeiten der VOC bestehende System der Besteuerung, das während der Besatzungszeit von Lord Minto und Sir Stamford Raffles effizienter gestaltet worden war. Man trieb in den direkt kontrollierten Gebieten Pacht von den einheimischen Bauern ein: In jedem Dorf hatte der Vorsteher dafür zu sorgen, dass ein Geldbetrag abgeliefert wurde, der zwei Fünfteln des Wertes der örtlichen Reisernte entsprach. General-Gouverneur Johannes van den Bosch erwirkte, dass um 1830-2 zusätzlich ein neues System eingeführt wurde, das cultuurstelsel. Statt nur Pacht zu zahlen, mussten Bauern nunmehr ein Fünftel ihres Bodens zur Verfügung stellen, um auf diesem Land von der Regierung bestimmte Gewächse, meist Indigo, Tee oder Zucker, anzubauen und zu einem bestimmten von der Regierung festgesetzten Preis abzuliefern. Zu diesem System gehörte auch, das sie bis zu 60 Tage im Jahr Frondienste (heerendiensten) leisteten (eingeschränkt ab 1870). Die Produkte wurden in Europa verkauft, die Gewinne (batige sloten) flossen bis 1877 nur dem Mutterland zu. Diese Neuorganisation, die in der ersten 12 Jahren 2 Milliarden fl. aus dem Volk presste, bescherte dem Mutterland bereits in den ersten Jahren Überschüsse von 30 Millionen fl. p. a., genug um die im belgischen Sezessionskrieg (Friedensschluss erst 1839) aufgelaufenen Schulden zu bezahlen.

### Haushaltsplan
Der Haushaltsplan wurde in zwei Teilen erstellt. Ein Teil vom Kolonialministerium, der die im Mutterland anfallenden Ausgaben (Pensionen, Kosten des Ministeriums, Transport usw.) auswies, der andere Teil in Batavia für die Ausgaben in der Kolonie selbst. Dieses Budget wurde seit 1867 dem Parlament zur Abstimmung vorgelegt. Nach Ablauf des Finanzjahres wurden eine Aufstellung der tatsächlichen Ausgaben erstellt und an das Parlament zur Kenntnisnahme weitergeleitet. Diese Abrechnungen verzögerten sich im späten 19. Jahrhundert um bis zu 20 Jahre, nach 1900 wurden sie mit etwa dreijähriger Verspätung vorgelegt. Da um 1870 bis zu 40–50 % der Staatseinnahmen von den Einnahmen der Staatsbetriebe und diese Plantagen wiederum stark von den Weltmarktpreisen der exportierten Rohstoffe abhingen, traten häufig kurzfristige – vermehrt ab 1880 – Defizite auf. Diese wurden vom Kolonialministerium durch Anleihen zwischenfinanziert. Die Gesamtausgaben erreichten 1914 28,4 Millionen, dem standen Einnahmen von nur 22,9 Mio. fl. gegenüber. Bis zur Weltwirtschaftskrise blieb die Verschuldung der Kolonie gering.

### Besteuerung

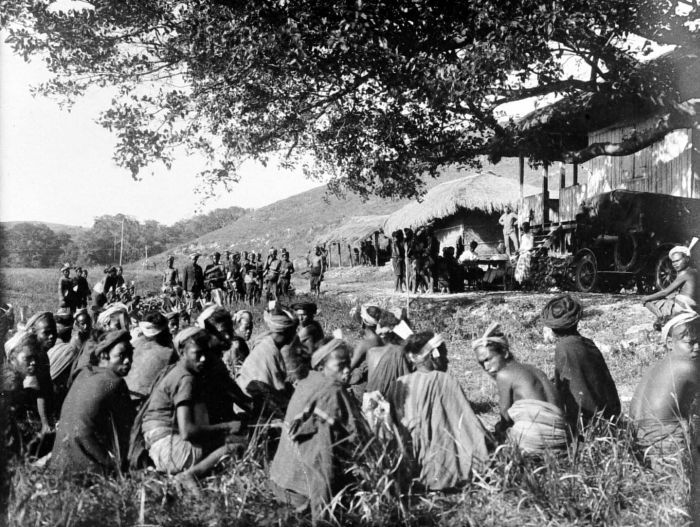
Zwangsarbeiter in Lewapahu

Der Anteil der Steuereinnahmen am Haushalt war um 1875 mit 20 % vergleichsweise niedrig, die Finanzierung erfolgte ansonsten aus den Zöllen, Monopolen und den Einnahmen der Staatsbetriebe. Bis 1920 stieg der Steueranteil, u. a. durch die Abschaffung der Monopole auf etwa 40 %. Die wichtigste direkte Steuer war die von Raffles eingeführte landrente, eine auf die Ernte der Eingeborenen erhobene Abgabe. Anderes bebautes Land wurde unterlag der Verponding (¾ % des Verkehrswerts). Eine Steuer auf nicht-landwirtschaftliche Einkommen von Eingeborenen und chinesischen Händlern in Java (Belasting of het bedrijf op Java en Madura, 2 % für Eingeborene, 4 % Chinesen, mindestens 2 fl.) wurde ebenfalls von Raffles eingeführt und später auf die Außenbesitzungen ausgedehnt. Angestellte oder freiberufliche Europäer und Asiaten unterlagen einer 2%igen Einkommensteuer und seit 1879 der personeele belasting: 5 % ihres Mietzinses, dazu Abgaben auf Pferd und Wagen. Auf lokaler Ebene wurden verschiedene weitere Steuern erhoben. Nach Einschränkung der cultuurstelsel war weiterhin Zwangsarbeit zu leisten. Durch Kopfsteuern (1920: 1-2½ fl.) konnte man sich von diesem Dienst freikaufen. Um 1920 waren, regional unterschiedlich, von Eingeborenen zwischen 3 und 22 Tage Fron, meist beim Straßen- und Kanalbau, zu leisten. Der Arbeitstag durfte 12 Stunden nicht überschreiten.

#### Zölle und Akzisen
Niederländisch-Indien bildete kein einheitliches Zollgebiet, je nach Hafen konnten unterschiedliche Zölle erhoben werden. Diese lagen, nach dem Gesetz von 1872, welches die Bevorzugung holländischer Waren beendete, ohne dass es Begünstigungen für bestimmte Herkunftsländer gab, üblicherweise bei 6–12 % ad valorem. An Zöllen erhoben wurden 1905 bei der Einfuhr 10,2 Mio. fl., für Ausfuhren 1,45 Mio. Im inländischen Verkehr wurden Alkoholika und der Monopolverwaltung unterliegende Waren besteuert. Indirekte Steuern wurden unter anderem auf Zündhölzer (accijns op de lucifers), Benzin (ab 1913) und ausländischen Tabak erhoben. Dazu kamen Stempelgebühren (zegelrecht) unterschiedlichster Art. Chinesische Theateraufführungen in Batavia unterlagen einer Sondersteuer (Wajangbelasting).

#### Monopole
Zu den merkantilistischen Monopolen, die man von der VOC übernommen hatte, kamen im Rahmen des Zwangsanbaus ab 1830 noch der Tabak, Tee und Zucker, die in der zweiten Hälfte des 19. Jahrhunderts sukzessive aufgelöst wurden. Als letztes fiel 1915 das Kaffeeanbaumonopol, deren Betrieb meist verpachtet wurde. Die Gewinnspanne lag um die Jahrhundertwende zwischen 90 und 100 %. Es bestanden noch weitere:
Salz: Das Salzmonopol bestand auf Java und in zwei Residenturen Borneos. Die Salzgewinnung war dort untersagt, der Import jedoch uneingeschränkt zugelassen. Der Verkauf erfolgte über staatlich kontrollierte Lagerhäuser. Die Einnahmen betrugen 1905 11,9 Mio. Einige Fürsten betrieben ihre eigenen Salzmonopole.

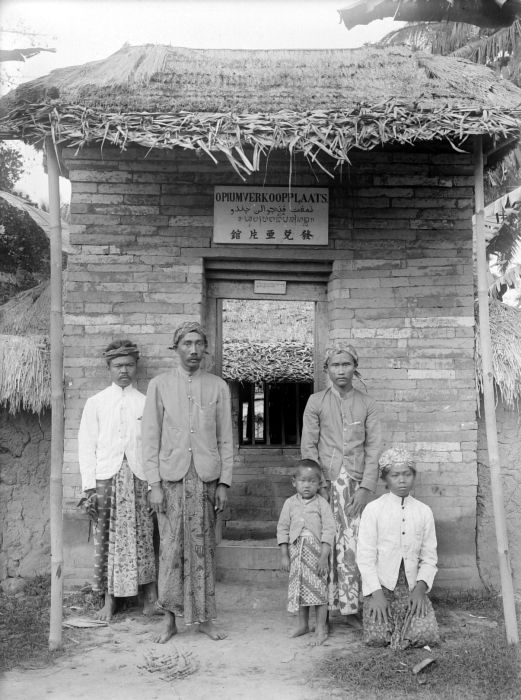
Opiumladen in Ubud (1908)

Opium (Opiumregie): Nachdem die VOC im Jahre 1677 im Königreich Mataram das Monopol auf Stoff- und Opiumimporte erhalten hatte, stieg bereits im ersten Jahr die Menge gehandelten bengalischen Opiums von 250 kg auf 27 Tonnen. Um 1808 setzte sich die Anschauung durch, dass der Genuss von Opium etwas Negatives sei, es wurde daher besteuert. Die Steuer wurde von chinesischen Steuerpächtern eingetrieben. 1854 lag der Verbrauch in Java bei 30 t, sechs Jahre später bei 65,1 t.
In den Niederlanden verlangten puritanische Kräfte seit 1890 ein Opiumverbot, das angesichts der großen Zahl der Nutzer in der Kolonie jedoch nicht durchzusetzen war. Stattdessen verlangte man ab 1893 zunächst die Registrierung, später die Lizenzierung (eingeführt 1898–1914) von Opiumrauchern. Mit der Lizenz war es gestattet einmal täglich eine beschränkte Menge Opium in Geschäften des Monopols zu erwerben. Der vergleichsweise hohe Preis und die standardisierte gute Qualität (tjandu, 11–13 % Morphin) wurden konstant gehalten. In streng muslimischen Gegenden der Außenbesitzungen wurden keine Geschäfte eingerichtet. Das Monopol warf 1905 über 12 Mio. fl. Gewinn ab, das entsprach etwa 8 % der Staatseinnahmen.
Nach dem Ersten Weltkrieg wurde die Lizenzvergabe immer strenger gehandhabt. Als jedoch daraufhin der illegale Gebrauch, sowie die Nutzung des billigeren Morphium und Heroin zunahm, lockerte man 1927 die Bestimmungen. Als in den ersten Jahren der Weltwirtschaftskrise die zur Verfügung stehende Kaufkraft pro Kopf um zwei Drittel fiel, mit der eine entsprechend geringerer Verbrauch einherging, senkte man 1935 auch den Preis.

#### Staatsbetriebe und Domänen
Die Staatsbetriebe trugen einen wesentlichen, wenn auch im 20. Jahrhundert stetigen geringer werdenden Anteil (1880: ca. 40 %, 1920: ca. 20 %) zu den Staatseinnahmen bei. Hierzu gehören auch die Erlöse, der verpachtete Staatsforste (1903: 2,3 Mio.), der Ländereien, die in 75-jähriger Erbpacht vergeben wurden (1903: 650.000 fl.), sowie die für die zwangsweise angebauten Produkte der einheimischen Bauern in Europa erzielten Profite. Der Chinarinden-Anbau warf, nach Abzug für Bedarf in der Kolonie, 1903 70.000 fl. ab.
Zu den wichtigsten Staatsbetrieben, außer den (verpachteten) Plantagen, gehörten die Zinn-Minen von Bangka, die Gewinnung von Teak und anderen Tropenhölzern auf Java und die Kohlenminen von Ombilin auf Sumatra. 1903 wurden die Pfandleihen, bisher meist in chinesischer Hand, verstaatlicht (Gewinn 1905: 1,4 Mio. fl.). Die staatliche Eisenbahn auf Java war hoch profitabel. Die unzuverlässige Post meist geringfügig defizitär. Niederländisch-Indien blieb bis zur Weltwirtschaftskrise 1929 ein reiner Rohstoffexporteur, erst in den nächsten Jahren wurde versucht, eine inländische verarbeitende Industrie aufzubauen.

## Lokale Verwaltung
Art und Umfang der lokalen Verwaltungen waren regional stark unterschiedlich. In der Verfassung von 1854 hatte man den Eingeborenen zugesichert, dass sie in den äußeren Besitzungen weiterhin weitgehend von ihren Fürsten regiert werden. Direkter Kontrolle unterstanden die wirtschaftlich wichtigste Insel Java (außer Solo und Jogjakarta) sowie Madura, Bali, Lombok. Die Residenturen Menado (auf Celebes, heute Sulawesi), auf Sumatra Bencoolen (heute: Bengkulu, britisch bis 1825), ebenso die Westküste dieser Insel und die Lampongs, die Südlichen Molukken, der südliche Teil von Niederländisch-Neuguinea (heute: Westneuguinea). Bereits 1909–14 wurde eine Neueinteilung der Provinzen (Gewesten), jeweils unter einem Gouverneur, geplant. Erst in den späten 1920ern wurde damit begonnen, die entwickelteren Teile des Landes neu zu gliedern, dort sollten eigene Räte mit eingeschränkten Mitbestimmungsrechten begründet werden.
Die direkt kontrollierten Gebiete (Provinzen) unterstanden einem dem General-Gouverneur verantwortlichen Gouverneur oder Residenten (so genannt auf Java), in den Außenbesitzungen als Hoofden van Gewestelyke Bestuur bezeichnet, der auch Anweisungen von den Fachministerien erhielt. Die Zuständigkeiten wurden durch eine Verordnung 1867, die später öfters geändert wurde, geregelt. Die Gouverneure ernannten für ihre Bezirke die unteren Ränge der Beamtenschaft, sie waren Chef der Polizei und Miliz, teilweise kontrollierten sie auch die Staatsbetriebe. Sie konnten lokale Verordnungen und Satzungen erlassen. Europäer unterstanden direkt diesen Behörden.
Verwaltungsgliederung 1920:
- unter einem Gouverneur standen:
  - Achin (heute Aceh) und seine abhängigen Gebiete
  - die Westküste Sumatras
  - Teile Celebes’ (heute: Sulawesi) und seine abhängigen Gebiete. Menado hatte einen eigenen Residenten
- Residenturen bestanden:
  - auf Java und Madura: Bantam, Batavia, Preanger (Regentschaften), Cheribon (heute: Ciribon), Pekalongan, Semarang, Rambang, Surabaya, Madura, Pasuruan, Besuki, Banyumas, Kedu, Jokyakarta, Surakarta (Solo), Madiun, Kediri. Beginnend 1926 wurden diese Gebiete in drei Provinzen zusammengefasst.
  - Sumatra: Tapanuli, Bencoolen, Lampongs, Palembang, Jambi, für die Ostküste, Riouw, sowie Bangka und seine abhängigen Gebiete
  - auf Borneo (heute: Kalimantan): je eine im Süden, Westen und Osten (der Nord-Westen mit Brunei und Sarawak war britisch)
  - Sundainseln: Timor, Bali, Lombok
  - Molukken: Ambonia (inkl. südl. Neuguinea)
  - Billiton (heute Belitung) wurde von einem Assistenz-Residenten verwaltet.

Auf Java gab es etwa 70 einheimische „Regenten,“ zuständig für die Eingeborenen, eine Institution, die aus den bupati (Vasallen mit Verpflichtung zur Heerfolge) der javanischen Königreiche hervorging. Sie waren vielfach von adliger Geburt. Als oberste Chefs der lokalen Verwaltung waren sie direkt für die Eingeborenen verantwortlich, hatten aber nur beschränkte juristische Befugnisse. Sie waren auch zuständig für die Anwendung islamischen Zivilrechts. Kontrolliert wurden sie von einem europäischen „Berater“ dem Residenten. Für das Tagesgeschäft bestimmten sie einen patih. Einzelnen Distrikten stand ein besoldeter wedono vor, auch er mit einem Holländer an der Seite. In den Außenbesitzungen waren nur die drei sagi von Groß-Aceh und die Chefs von Bangli und Gianjar auf Bali in einer ähnlichen Stellung wie die Regenten. Wo keine Einteilung in Distrikte und Sub-Distrikte vorgenommen war und auch kein Fürst herrschte, bildeten die ernannten Dorfvorsteher (lura) die unterste Stufe der Verwaltung. Diese Vorsteher, manchmal mit Ältestenrat, waren in freien indigenen Dorfgemeinschaften (desa) für die Einziehung der Landrente zuständig, sie hatten auch ordnungspolizeiliche Funktion (Nachtwachen usw.).
In Regionen außerhalb ihrer Heimat, in denen eine größere Gruppe einer Ethnie stärker vertreten war, wurde ein indigener Chef für sie ernannt. Dies galt auch für Araber und Chinesen, die in einigen größeren Städten auch ihre eigenen Räte hatten.

### Selbstverwaltung der Städte

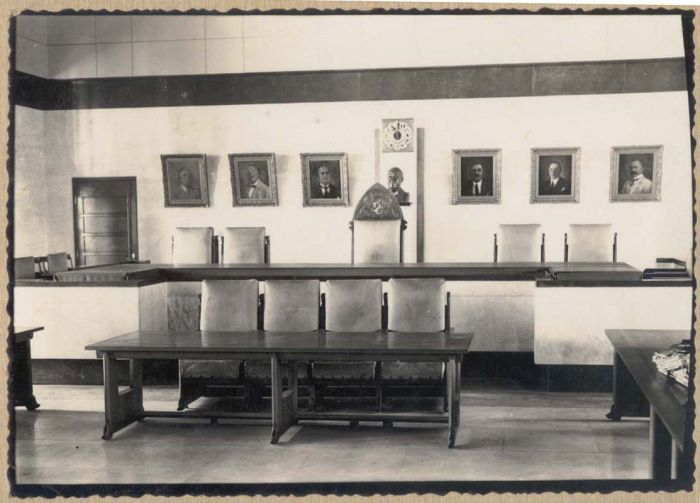
Sitzungssaal des Stadtrats von Surabaya (1938)

Mit einer 1903/1905 beschlossenen Dezentralisierungsgesetz wurde vorgesehen, dass in den Provinzen, Distrikten und Städten Räte (mit Mitspracherechten in lokalen Fragen wie Kanalisation, Wasserversorgung, Schlachthöfe, Fähren usw.) zu schaffen wären. Umgesetzt wurde dies zunächst nur für größere Städte. Ab 1910 wurden in 26 größeren Städten teilweise indirekt gewählte Gemeinderäte eingerichtet. Nach 1925 wurden auch eigene Bürgermeister gewählt. Die zur Verfügung stehenden Mittel wurden aufgrund der von der Zentralregierung 1903 für die jeweilige Stadt ausgegebenen Gelder auf Dauer festgeschrieben, was angesichts des rapiden Bevölkerungswachstums und der Inflation nach dem Ersten Weltkrieg zu Problemen führte.

## Fürstenstaaten
Ähnlich wie mit den Fürstenstaaten in Britisch-Indien regelten die Kolonialherren ihre Beziehungen zu lokalen Herrschern anfangs durch Bündnisverträge. Diese Abkommen wurden häufig geändert, sie sind individuell sehr verschieden. Den Verträgen war gemeinsam, dass man auf diplomatische Beziehungen zu anderen Staaten verzichtete, in vielen Fällen kam noch die Verpflichtung zur Abschaffung der Sklaverei und/oder Piratenbekämpfung hinzu. Je nach der militärischen Stärke des Fürsten gelang es den Holländern Mitspracherechte in Justiz und Verwaltung zu erreichen. Die Verfassung von 1854 sicherte den Landesherren ihre Rechte, in Batavia erlassene Verordnungen galten nicht zwangsläufig auch in den Fürstenstaaten. Die Fürsten hatten das Recht Frondienste einzufordern und bekamen einen prozentualen Anteil der Erlöse der für die Monopole angebauten Produkte. In den letzten Jahren des 19. Jahrhunderts wurden die Verträge sukzessive durch einen neuen, nur drei Paragraphen langen (Korte Verklaring), ersetzt, in dem die Unterwerfung von etwa 330 der 350 „unabhängigen Territorien“ festgeschrieben wurde. Nur in Achin und Teilen der Timor-See galten ältere Rechte teilweise weiter. Zugleich wurden jedoch alle lokalen Steuern in regionalen Schatzämtern, die von der Kolonialmacht verwaltet wurden, gesammelt. Nach 1900 erhielten die Regenten eine offizielle Residenz und eine Apanage um den Verlust der Frondienste auszugleichen. Den Fürsten wurden für sich und die Hofhaltung höchstens 40 % ihrer Einnahmen zur Verfügung gestellt. Eine Verordnung von 1914 regelte das Verhältnis zur Kolonialmacht im Detail.
Die Sultane von Solo und Jogjakarta auf Java (zusammen 7 % der Landfläche) waren Vasallen der Regierung in Batavia. Sie hatten nicht das Münzregal, alles Teakholz und die Vogelnesterklippen gehörten der Kolonialmacht, die auch den Opiumhandel kontrollierte. An ihrem Hof war ein Resident als „Berater“ tätig. Die Rechte der einheimischen Justiz und Polizei wurden bis 1903 immer mehr beschnitten. Man nutzte den (zustimmungspflichtigen) Amtsantritt jedes neuen Herrschers, ähnlich wie die Briten es auf dem Subkontinent taten, die Rechte des Fürsten neu zu definieren, d. h. in der Regel einzuschränken.

## Justiz
Der oberste Gerichtshof (Hooggerechtshof) in Batavia hatte zwei Kammern, die Richter wurden vom Kolonialminister ernannt. Er war Verfassungsgericht, Berufungsinstanz in Zivilsachen, bei denen es um große Beträge ging, und Revisionsinstanz in bedeutenden Strafsachen. In Fragen des Straferlasses war der General-Gouverneur mit anwesend. Darüber stand noch der Hooge Raad der Nederlanden im Haag.

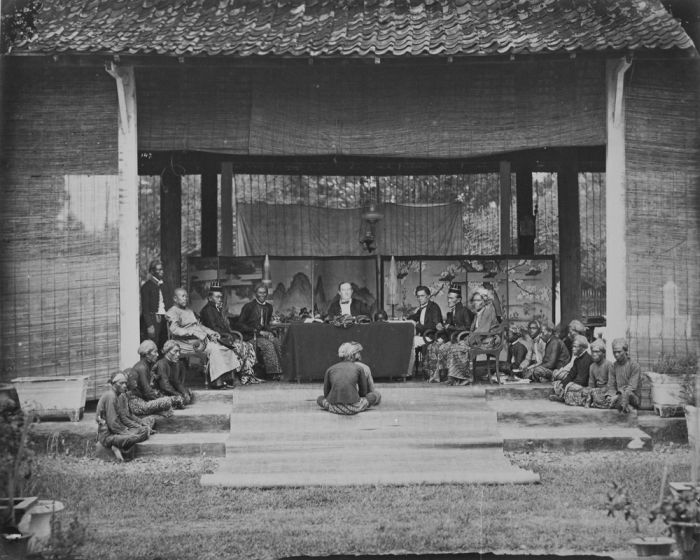
Gerichtstag eines landraad in der Provinz Japara unter Vorsitz des Residenten van Spall (1867)

In Niederländisch-Indien bestand keine Gleichheit vor dem Gesetz. Es gab zwei Klassen der Rechtsprechung. Zum einen für Europäer und ihnen Gleichgestellte (Mischlinge, Japaner, nicht-eingeborene Christen, naturalisierte „zivilisierte“ Eingeborene) und den Rest. Für erstere galt das europäische Recht auf Basis des Code Napoléon, für Eingeborene, inklusive Chinesen, Mohren und Araber, das traditionelle Recht (adat). Chinesen unterlagen zahlreichen Beschränkungen. Europäische Gerichte wandten gegenüber Eingeborenen auch das Adat an, einheimische Gerichte, die in einer Vielzahl von Formen konstituiert waren und die keine Jurisdiktion über Weiße hatten, nur das traditionelle Recht. Für einheimische Christen und Chinesen galt teilweise das europäische Personenstandsrecht. Am größten war der Unterschied in Fragen des Strafrechtes. 1914 wurden spezielle Amtsrichter (landrechter) benannt, die in Fragen der Kleinkriminalität ohne Rassenunterschiede urteilten. Nach dem Ersten Weltkrieg wurde ein einheitliches Strafgesetzbuch verkündet. Die Bevorzugung aller Europäer wurde nach 1925 abgeschafft, sie galt fürderhin eingeschränkt noch für niederländische Bürger (nicht Untertanen).
Unter dem obersten Gerichtshof bestanden Raads van justitie mit weitreichenden Befugnissen und Anwaltszwang. Sie waren Seegerichtshöfe, Berufungsinstanz für Straf- und Zivilsachen über 100 fl. der Landraaden. In Strafsachen gegen Europäer und hochrangige Eingeborene waren sie die erste Instanz.
Auf Java und Madura bestanden als Eingangsinstanz wenn Europäer gegen Eingeborene klagten landraaden, in den Außenbesitzungen Gerichte am Sitz des jeweiligen Residenten (Residentie-gerecht). Sie durften Urteile in Zivilsachen 500 fl. oder Strafen bis drei Monaten Haft aussprechen. Sie bestanden meist aus einem europäischen Richter mit einem oder zwei eingeborenen Beisitzern. Als europäischer Richter fungierte üblicherweise ein vor Ort niedergelassener Rechtsanwalt. Sie waren die erste Instanz für Eingeborene. Der Resident hatte außerdem Strafbefugnis in Bereich polizeirechtlicher Vergehen. Weitere Untergerichte mit eingeschränkten Befugnissen für Einheimische standen unter Leitung der wedonos. Fragen des kirchlichen islamischen Rechts wurden in den Außenbezirken von speziellen Gerichten unter Vorsitz des penghulu eines Distrikts, mit drei bis acht Beisitzern, entschieden.

## Polizei

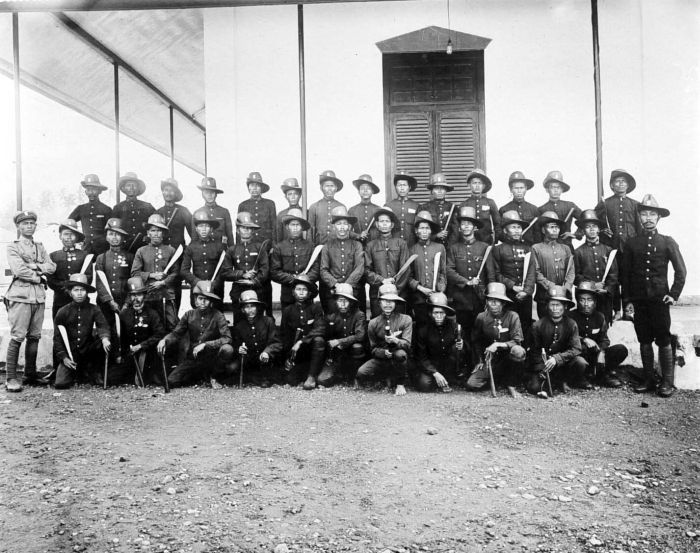
Polizisten

Die Zentralgewalt unterhielt zwei Arten der Polizei. Zum einen die gewöhnliche, die nach 1920 modernisiert wurde. Weiterhin eine bewaffnete Gendarmerie, deren 22 „Divisionen“ verschiedenster Größe, die üblicherweise von einem pensionierten Offizier kommandiert wurden. Sie diente hauptsächlich der Befriedung aufständischer Einheimischer. Auch die einheimischen Mannschaften waren meist ehemalige Soldaten. Bis zum Ersten Weltkrieg bestand ihre Bewaffnung aus Säbeln und Beaumont-Karabinern. Es gab getrennte Gefängnisse für Weiße und Eingeborene.

## Militär
Die Armee wurde zwischen 1854 und 1860 um 40 % ausgebaut. In diese Zeit fielen zahlreiche kleinere Expeditionen, die, wie die 1858 gegen Sultan Taha von Jambi, der Unterwerfung der Außenbezirke diente. Seit den späten 1870er Jahren befand man sich in einem Kleinkrieg im Norden Sumatras gegen Aceh, eine Aktion die über Jahre zu Haushaltsdefiziten führte. Eine Regierungskommission stellte 1912/13 fest, dass die Verteidigung der Kolonie unzureichend sei, eine Verbesserung aber schwer bezahlbar sei. Es wurde daher versucht mit sämtlichen Nachbarstaaten freundliche Beziehungen zu unterhalten. Dies gelang bis in die 1930er als Japan zunehmend als Bedrohung empfunden wurde.

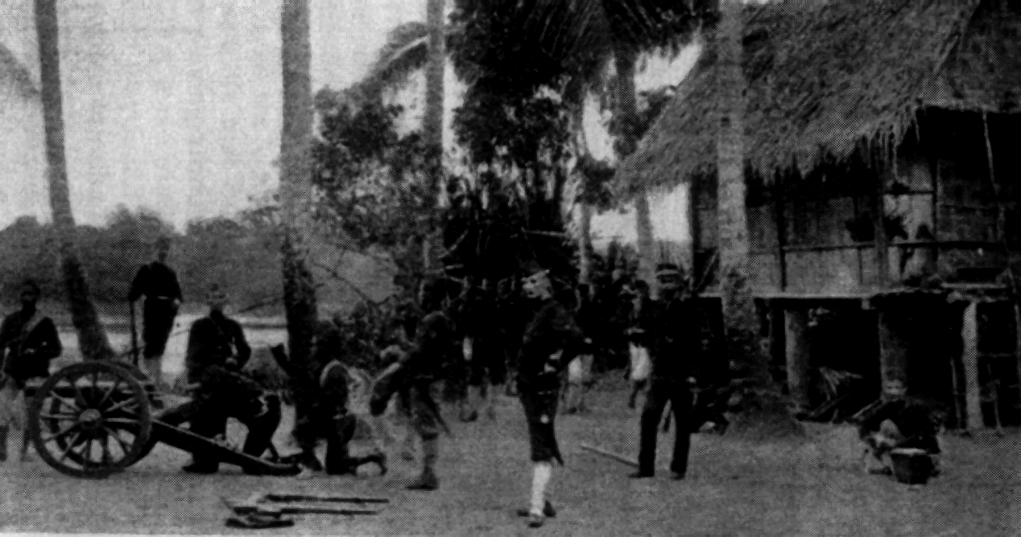
Vorrückende KNIL-Artillerie auf Sumatra im Dorfe Rantau Kapas Muda (Sultanat Jambi, 1902)

Ende 1914 betrug die Mannschaftsstärke 38.326, davon 1.286 Offiziere, sämtlich Europäer. Unter den Mannschaften befanden sich 8.676 Europäer (darunter 600 Deutsche und 1.690 Mischlinge, der Rest Holländer). Man versuchte unter den Eingeborenen ein Verhältnis von 2 zu 1 zwischen „kriegerischen Rassen“ wie Ambonesen (mit höherem Sold) und anderen Eingeborenen zu erreichen. Die Kavallerie war 927 Mann stark. In der Artillerie dienten 2.786 Mann unter 121 Offizieren. Die meisten Truppen, etwa 25.000 Mann, waren auf Java stationiert, im unruhigen Aceh bestand eine Sondereinheit die Maréchaussée.
An rein einheimischen Truppen bestanden die aus historischen Gründen beibehaltene Legion von Mangku Negara (1914: 764 Infanteristen, 26 Offiziere; Sultanat Solo) und drei kleinere Einheiten (barisans) mit zusammen 1.367 Fußsoldaten.
Außerdem bestand eine Miliz (Schutterij) die gegebenenfalls bei lokalen Unruhen für Ruhe und Ordnung zu sorgen hatte. Dienstpflichtig waren alle Europäer zwischen 18 und 45, sowie Malaien, Bunginesen und Mohren zwischen 18 und 40.
Eine Luftwaffe wurde durch königliches Dekret 1914 eingerichtet. Im Jahr 1939 erhielt die Luftwaffe ihr eigenes Wappen.

### Marine
Der Umfang der Marine war für den Schutz des gesamten Seegebiets nicht ausreichend. Ihre Organisation war zudem durch die Konkurrenz von Kolonialverwaltung und Marineführung geprägt und daher wenig effektiv. So bestand zum einen ein vom Mutterland entsandtes Geschwader der Königlichen Marine (Nederlandsch Eskader in Oost-Indië), das direkt vom Marineministerium befehligt wurde.
Andererseits verfügte die lokale Kolonialverwaltung über einen eigenen militärischen Verband (Indische Militaire Marine ab 1866, hervorgegangen aus der 1840 aufgelösten Kolonialen Marine). Dieser umfasste wenige kleinere und zumeist veraltete Torpedo- und Kanonenboote, war dem Generalgouverneur unterstellt und wurde vom Kolonialministerium selbst bezahlt; die Schiffsbesatzungen gehörten aber trotzdem der Königlichen Marine an. Daneben existierte auch noch die paramilitärische Gouvernementsmarine, die staatlich-zivile Marine und Küstenwache der Kolonie für wasserpolizeiliche und seefahrtstechnische Aufgaben.
Die beiden wichtigsten Marinestützpunkte waren Surabaya und Tanjung Priok.
Im Dezember 1941 standen drei Kreuzer und knapp zwanzig kleinere Einheiten zur Verfügung (Hilfsschiffe nicht eingerechnet), die bei der Schlacht in der Javasee am 27./28. Februar 1942 oder infolge der Invasion Javas fast alle versenkt wurden.